# 스몰렌스키군

스몰렌스키 군의 위치

스몰렌스키군(러시아어: Смоленский район)은 스몰렌스크 주에 위치한 군이다. 중심지는 스몰렌스크이다.